# 老人と孫
『老人と孫』（ろうじんとまご、仏: Portrait d'un vieillard et d'un jeune garçon、英: An Old Man and his Grandson）は、イタリアのルネサンス期の画家、ドメニコ・ギルランダイオが1490年にポプラ板上にテンペラで制作した絵画である。画家の最も著名な作品の一つであり、痛切な感情を引き起こす、特筆すべき作品であると考えられている。その写実主義は、クワトロチェント (1400年代) の肖像画の中でも独特なものであると評価されている。パリのルーヴル美術館に所蔵されている。

## 作品
絵画には、赤い服を着た幼い子供を抱きかかえている、同じく赤い服を着た年配の男性が描かれている。二人は室内に座り、暗い壁を背にして光に照らされている。右側の後ろには窓があり、ギルランダイオの背景に典型的な一般的な風景、平地でない地形、そして曲がりくねった道路が見える。老人の毛皮の付いた衣服とそのフード、子供の優美な二枚重ねの服と帽子は高貴な家柄を示唆している。主題が老人と孫であるということにもかかわらず、作為的な記念肖像画であり、子供が老人の人徳を強調するように意図されている可能性がある。老いて、賢明な老人の顔と子供の可憐な横顔とが対比され、図像の痛快さが際立っている。構図はフランドルの肖像画と主題的に関連しているものの、15世紀半ばまでに、遠くに風景の見える室内に設定された肖像のモチーフはイタリアで一般的なものであった 。

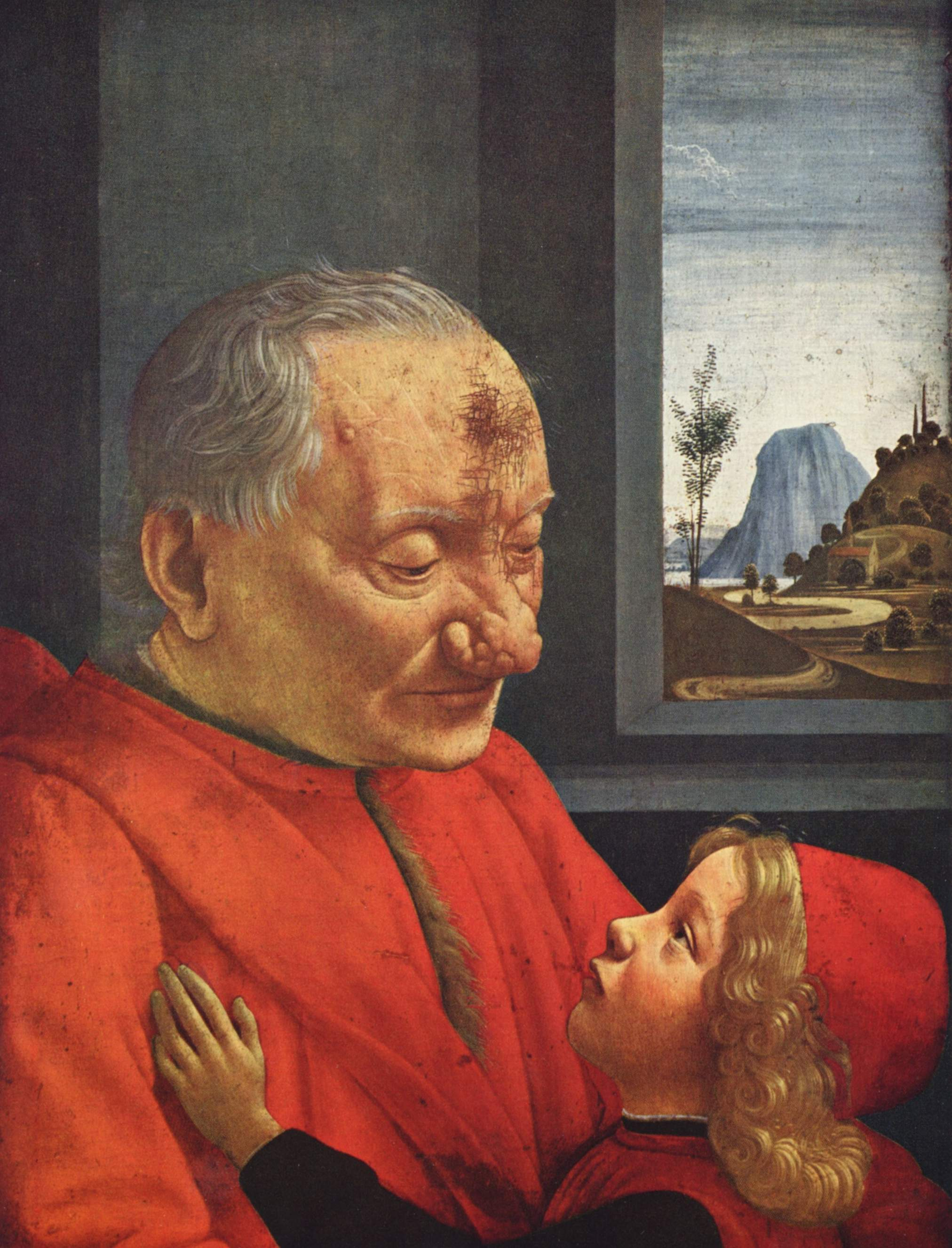
修復される前の『老人と孫』

本作の顕著な特徴として、老人の鼻が変形していることがあり、それが鼻瘤であることを示している。ギルランダイオは、外見と内面の特質との相関を信じていた時代の人相学的理論とは異なる、自然主義的かつ共感的な方法で本肖像画を提示している。作品は、老人の性格的欠陥を暗示するのではなく、その人徳を肯定させようとしているのである。老人と子供の親密な瞬間が描かれており、そのような親密さは子供が老人の胸に手を置いていることや、老人の優しい表情によって裏付けられている。こうした愛情表現は、伝統的な王家の人々の肖像画には見られない感情的な特質を絵画に付与している。美術史家のバーナード・ベレンソンは、「イタリアの内外を問わず、1400年代の絵画の中に、この作以上に人間的な作品はない」と述べている。

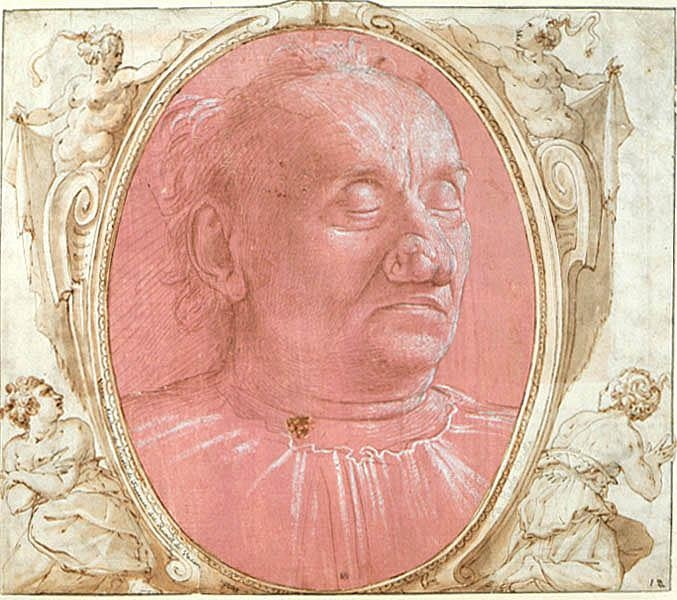
『老人の頭部』(ギルランダイオの素描)、28.1 cm x 21.5 cm、ストックホルム国立美術館

本作の由来は、1880年にルーヴル美術館に収蔵されるまでわかっていない。それ以前には、絵画の保存状態への懸念からベルリンにあった当時のカイザー・フリードリヒ美術館により受け取りを拒否された経緯がある。19世紀後半の何人かの批評家は、絵画は洗浄のし過ぎですり減り、老人の顔には見苦しい傷があったと報告した 。1996年に絵具上の傷や変色した部分が除去され、作品は洗浄・修復された。
以前、ジョルジョ・ヴァザーリの所有であった『老人の頭部』と題されたギルランダイオの素描には、本作と同じ人物が描かれている。この素描は、老人が眠っている間に制作されたか、老人の死後に制作されたのかもしれない。死後に制作されたのなら、素描によるデスマスクの役割を果たしたのであろう。